# Great Bear
Great Bear sont des montagnes russes inversées du parc Hersheypark, situé à Hershey, en Pennsylvanie, aux États-Unis.

## Le circuit
Le parcours de Great Bear fait quatre inversions: un looping vertical d'une hauteur de 30,5 mètres, un Immelmann, un zero-G roll et un tire-bouchon.

## Statistiques
- Trains : 2 trains de 8 wagons. Les passagers sont placés par 4 sur un seul rang pour un total de 32 passagers par train.
- Options : Avant la première descente, le train effectue une hélice.
- Historique : Le parcours passe au-dessus d'un ruisseau. Du fait que Hersheypark ait des difficultés pour obtenir la permission de placer des supports dans l'eau, Bolliger & Mabillard a créé des éléments et des supports uniques (voir RCDB).

## Galerie

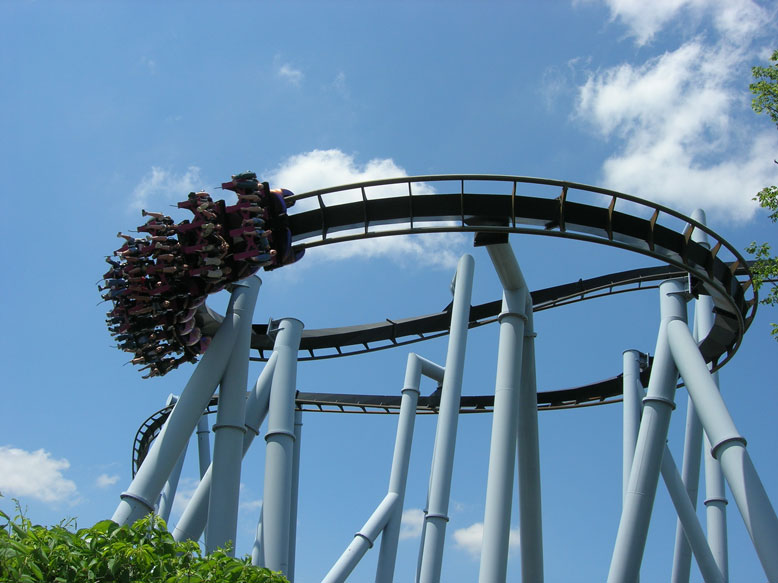
L'hélice avant la première descente.
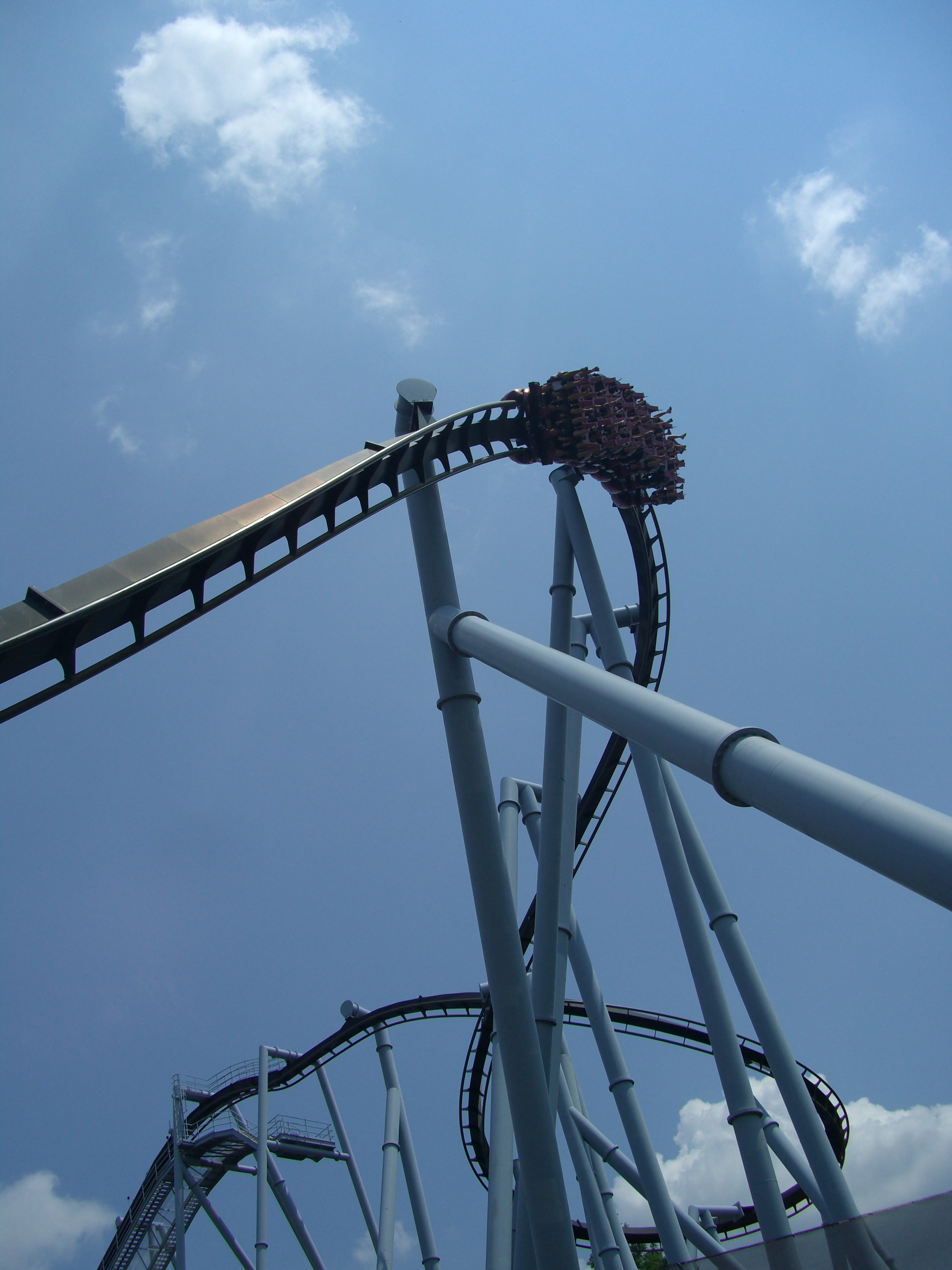
La première descente.
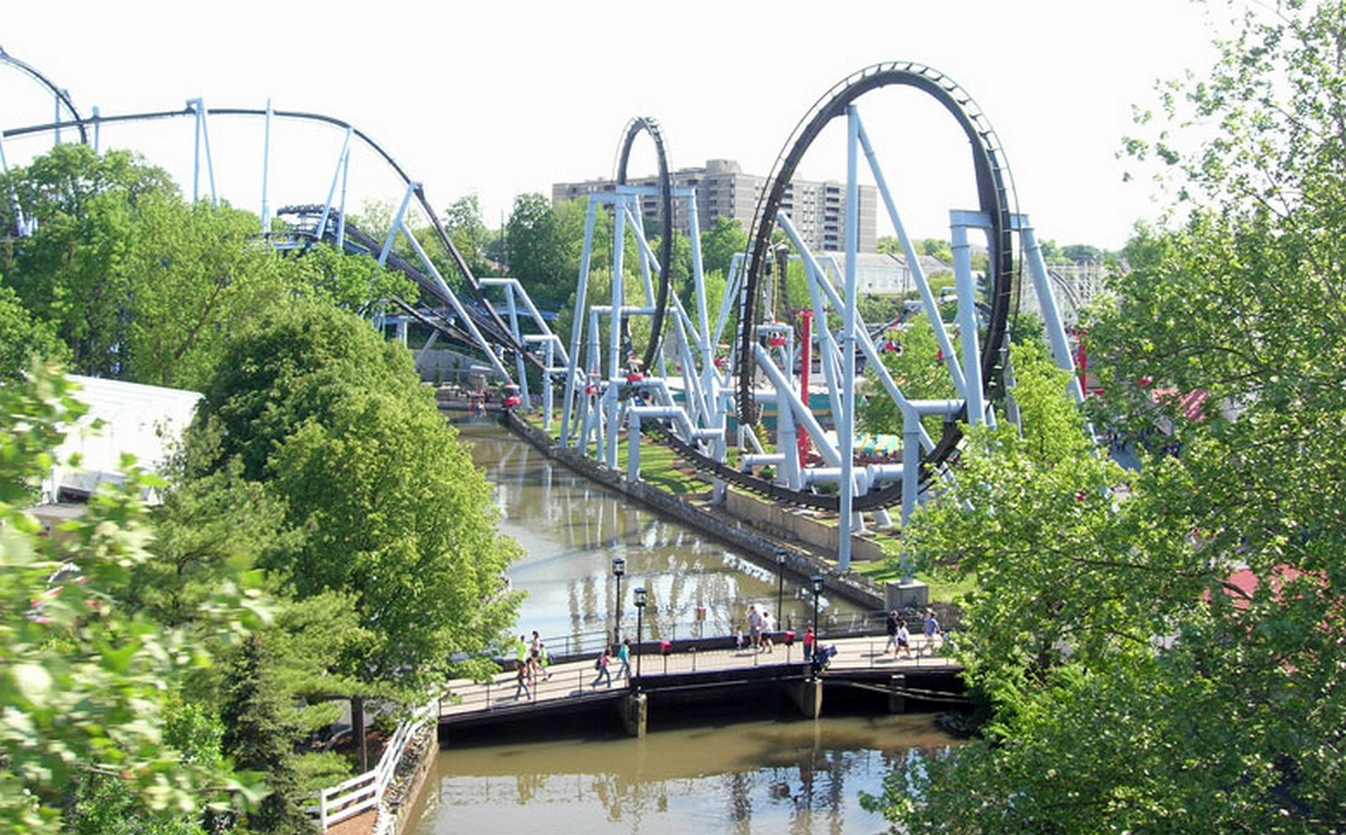
Descente, looping vertical et Immelman.
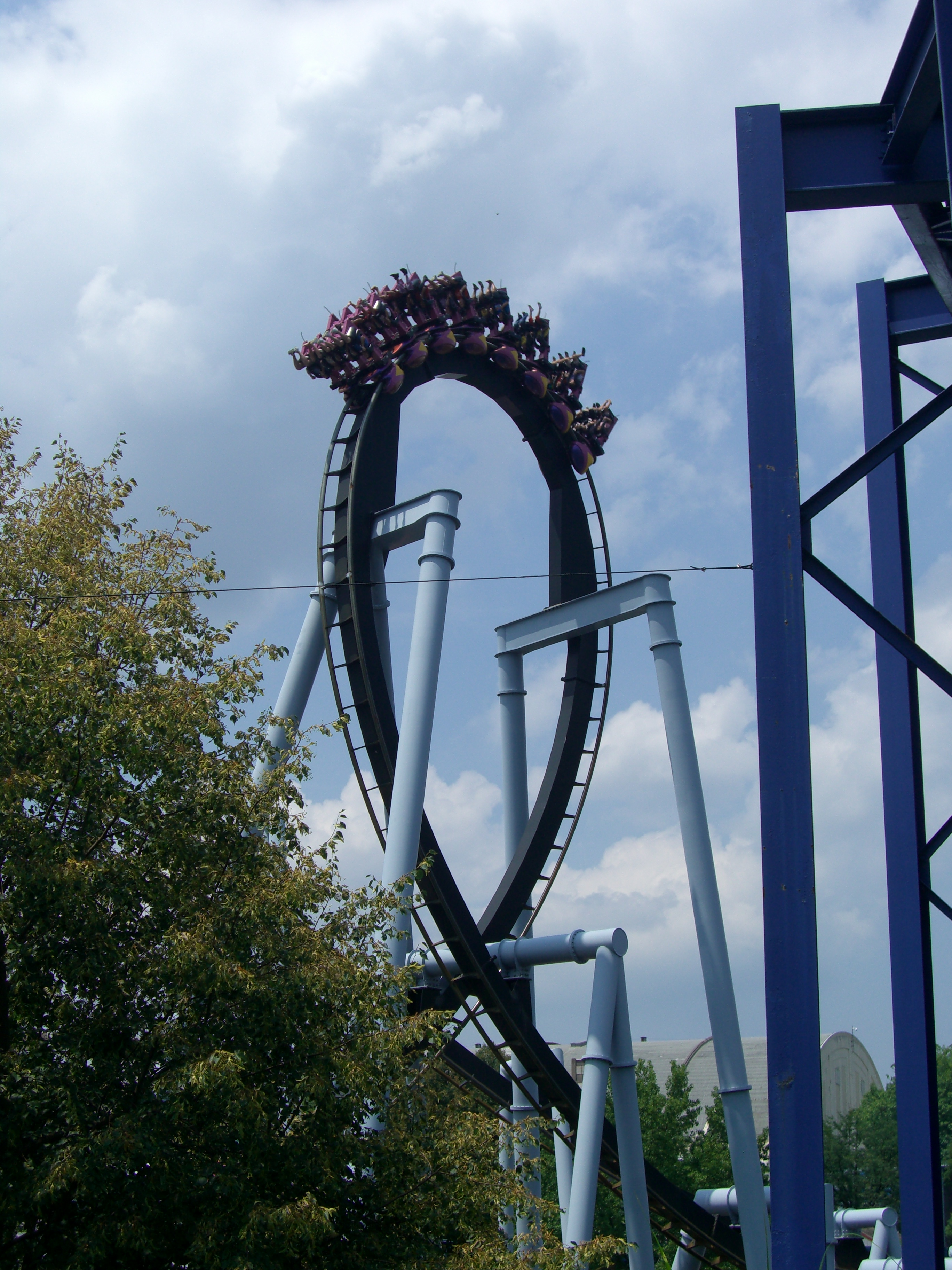
Looping vertical.
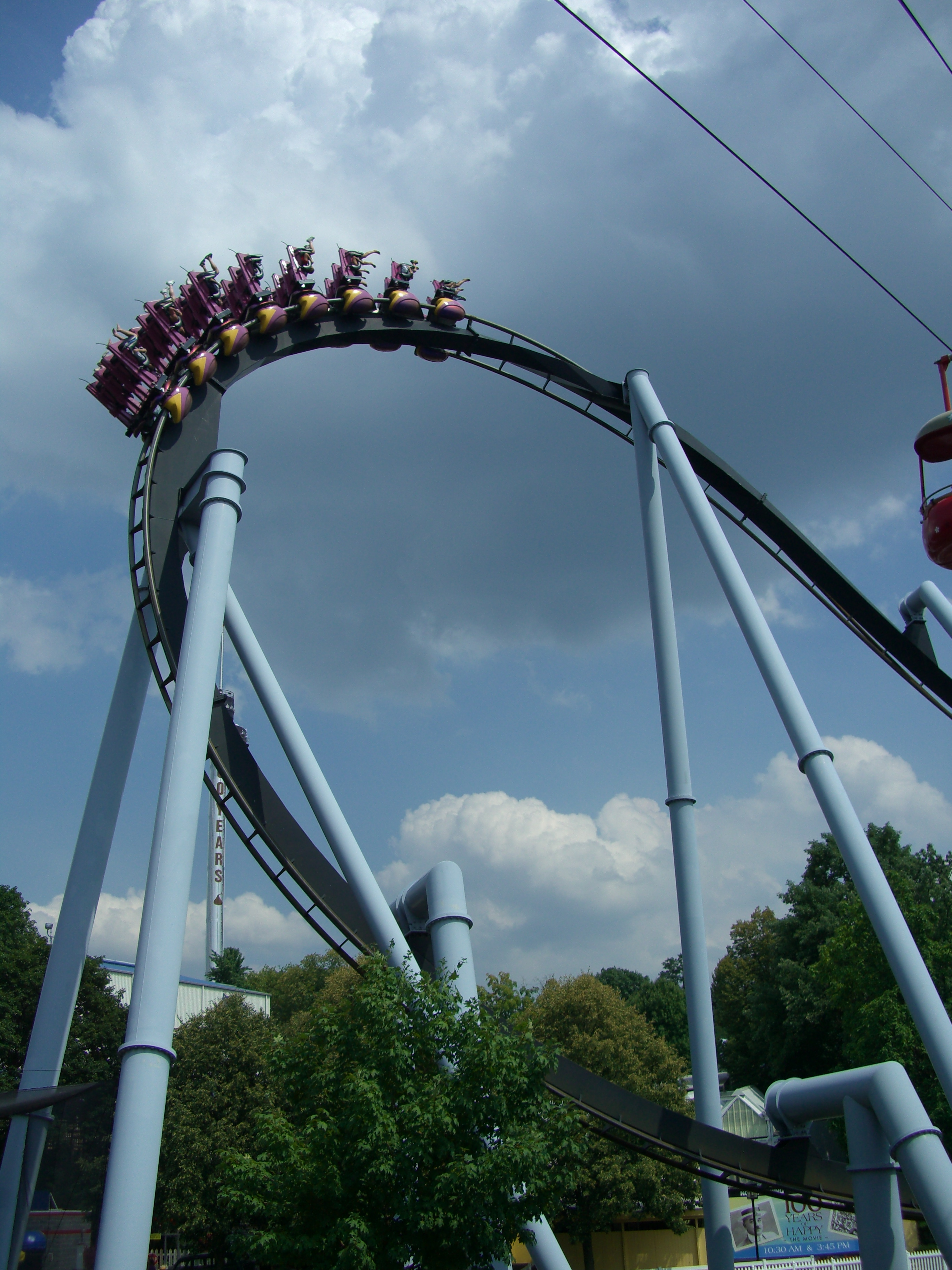
Immelman.
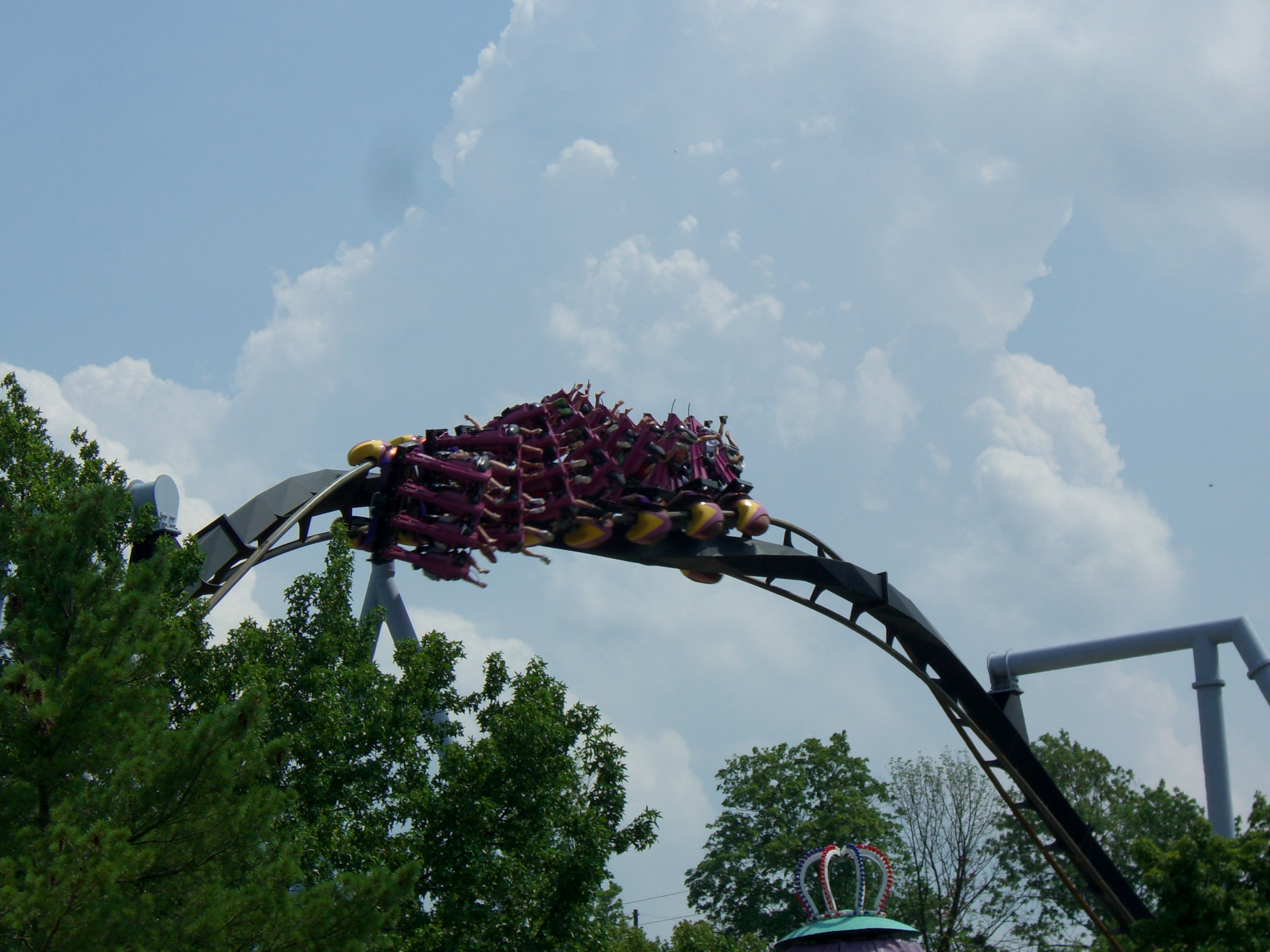
Zero-G-Roll.
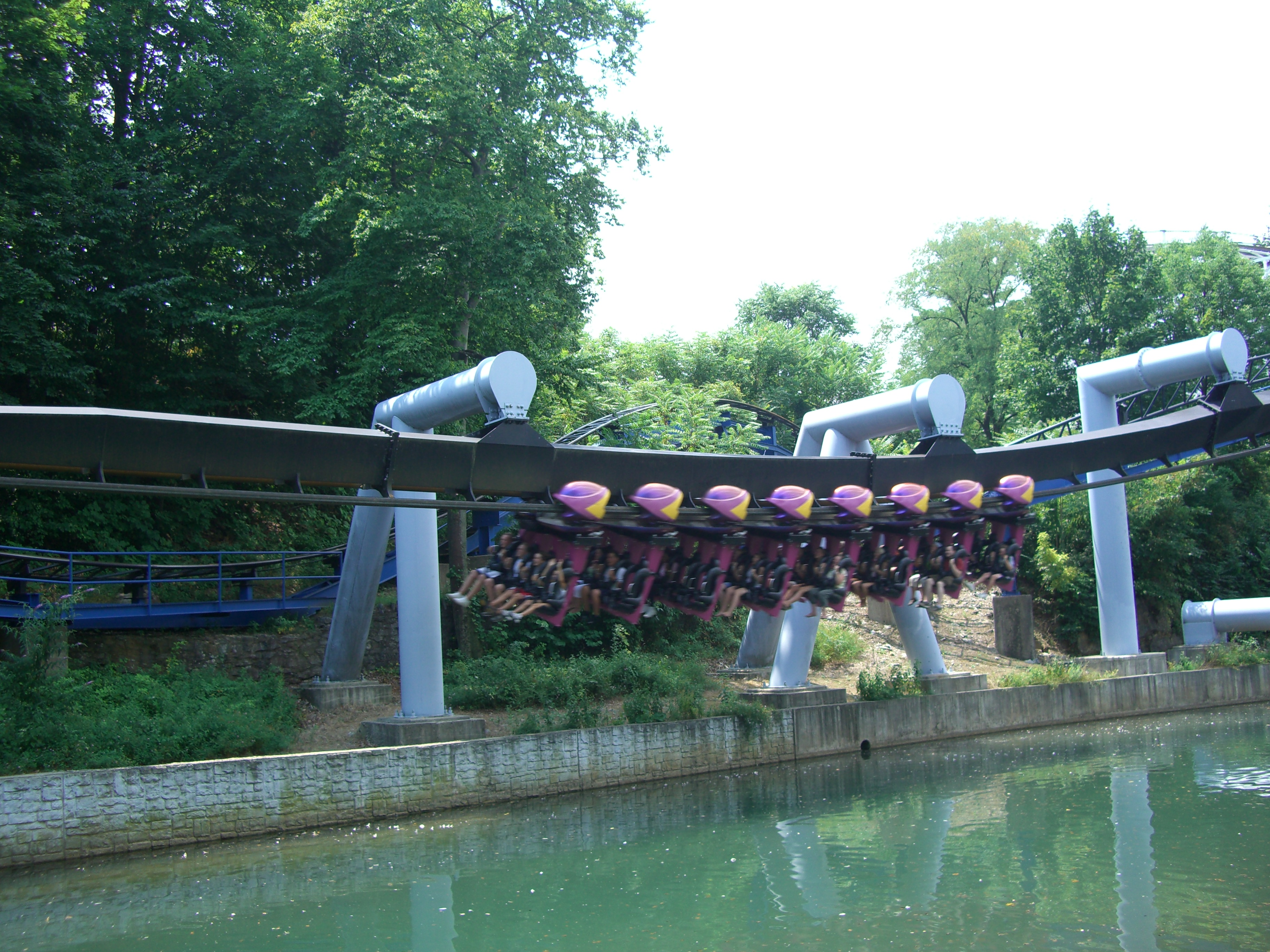
Passage au-dessus de l'eau.